# Dudu (album)
A Dudu Tarkan ötödik stúdióalbuma, hatodik megjelent lemeze (a Tarkan című album válogatáslemez volt), melyet 2003-ban adott ki közösen a HITT Productions, Tarkan saját vállalata, és az İstanbul Plak. Ez az énekes első középlemeze, melyen öt dal és öt remix található. Peggy Zina görög énekesnő feldolgozta a Dudu című dalt Den Aksizeis címmel.

## Dalok
- Dudu (Asszony), 2003[1]
  - 1: Dudu (Asszony) – 4:35
  - 2: Bu Sarkilar Da Olmasa (Ha nem lennének ezek a dalok) – 4:26
  - 3: Gülümse Kaderine (Nevess a sorsa) – 3:47
  - 4: Sorma Kalbim (Ne kérdezd, szívem) – 4:35
  - 5: Uzun Ince Bir Yoldayim (Hosszú, szűk úton járok) – 4:57
  - 6: Dudu (Ozan Çolakoğlu Remix) – 4:51
  - 7: Gülümse Kaderine (Devrim Remix) – 5:18
  - 8: Bu Sarkilar Da Olmasa (Devrim Remix) – 5:52
  - 9: Dudu (Ozgur Buldum Remix) – 3:54
  - 10: Gülümse Kaderine (Murat Matthew Erdem Remix) – 4:54

## Albumadatok
- Kiadás: Hitt Music
- Kiadó: Tarkan
- terjesztés: Istanbul Plak Ltd.
- Producer: Tarkan & Ozan Çolakoğlu
- Mix: Murat Matthew Erdem
- Mastering: Tim Young, Metropolist Studios London
- Stúdió: Sari Ev (Kayit ve Mix), Imaj, ASM (Uzun Ince Bir Yoldayim Mix)
- Executive Producer: Egemen Öncel
- Fénykép: Hasan Hüseyin
- Fodrász: Mete Türkmen
- Smink: Neriman Eröz
- Ruha: Gülümser Gürtunca

## Vendégzenészek
- Hangszerek:
  - klasszikus gitár – Erdem Sökmen, Ayhan Gunyil
  - Elektro és basszus (gitár) – Nurkan Renda
  - Ud – Ilyas Tetik
  - Vonós hangszerek – Gündem Yayli Grubu (String Band)
  - String Arrangements (Track 2) – Hamit Undas
- Track 5:
  - Háttérvokál, Baglama (Lead, Bass) – Arif Sağ
  - Baglama (Arpeggio), Selpe – Erdal Erzincan
  - Balaban – Ertan Tekin
  - ütőhangszerek – Mehmet Akatay, Cengiz Ercumer, Arif Sağ

## Zenei videók
- "Dudu"
- "Gülümse Kaderine"
- "Sorma Kalbim"
- "Uzun Ince Bir Yoldayım" (A videó a dal egyik remixverziójához készült)